# Riccardo Imperiali di Francavilla
Riccardo Imperiali (Napoli, 1º febbraio 1907 – Milano, 27 febbraio 1960) è stato un militare italiano.

## Biografia
Nato a Napoli il 1º febbraio 1907, appartenente al ramo degli Imperiali di Francavilla, è antrato nel 1920 nell'Accademia Navale di Livorno, uscendone nel 1925 con la nomina a guardiamarina. Dopo una serie di imbarchi sulla nave da battaglia Conte di Cavour, sul cacciatorpediniere San Martino e successivamente sui nuovi esploratori Antoniotto Usodimare e Alvise Da Mosto, a bordo dei quali nel 1930 conseguì la promozione al grado di tenente di vascello, esercitando l'incarico di direttore del tiro, tra il 1933 e il 1935 svolse il compito di aiutante di bandiera del capo di stato maggiore della Marina. Promosso capitano di corvetta sin dal 1934, nel 1935 ebbe il comando del cacciatorpediniere Nicola Fabrizi, al comando del quale, l'anno successivo, prese parte alle operazioni militari in Spagna, e tra il 1936 e il 1937 il comando della torpediniera Andromeda. Successivamente venne destinato all'Accademia Navale quale comandante alla classe, prendendo parte nel 1938 e nel 1939 a due crociere sulle navi scuola Amerigo Vespucci e Cristoforo Colombo.

### Seconda guerra mondiale
Il 5 giugno 1940, cinque giorni prima dell'entrata in guerra dell'Italia nel secondo conflitto mondiale, assunse il comando dell'avviso scorta Procione della IV squadriglia torpediniere di scorta, che tenne fino all'agosto del 1941, con il quale partecipò a una intensa attività di scorta ai convogli, reagendo con determinazione a ogni attacco e partecipando anche a bombardamento di postazioni nemiche contro la costa e al recupero di naufraghi, meritando due medaglie di bronzo al valor militare, di cui una sul campo, e due croci di guerra al valor militare. Venne inoltre insignito dal governo tedesco della Croce di Ferro di II Classe.
Venne poi destinato al Comando supremo, conseguendo, nel dicembre 1941, la promozione a capitano di fregata nel dicembre 1941, tornando a bordo nel mese di aprile 1942 sulla nave da battaglia Littorio quale sottocapo di stato maggiore della IX Divisione corazzate.
Il 1º maggio 1943 ritornò al comando del Procione, riclassificato torpediniera di scorta, e della IV Squadriglia torpediniere di scorta, passando, il 2 settembre successivo, sul Pegaso, che, con il Procione fermo a causa dei lavori alle macchine,, assunse il ruolo di caposquadriglia del Gruppo Torpediniere di La Spezia, cui appartenevano anche le torpediniere Impetuoso, Libra, Orsa, Ardimentoso e Orione.

#### Armistizio
In seguito all'annuncio dell'armistizio dell'8 settembre, il Procione, immobilizzato per lavori alle macchine, non essendo in grado di muovere, il 9 settembre 1943 il si autoaffondò nelle acque del porto spezzino mentre il Pegaso, nella prima mattina del 9 settembre, salpò da La Spezia insieme ad Orsa, Orione, Ardimentoso ed Impetuoso, seguita, ad un'ora di distanza, dal resto della squadra navale (corazzate Italia, Vittorio Veneto e Roma, incrociatori leggeri Attilio Regolo, Eugenio di Savoia, Montecuccoli, cacciatorpediniere Artigliere, Fuciliere, Legionario, Carabiniere, Mitragliere, Velite, Grecale, Oriani) per dirigere alla Maddalena. La partenza avvenne così in fretta che gli addetti all'approvvigionamento dei viveri della Pegaso rimasero a terra. Alle 8:40 le cinque torpediniere avvistarono la squadra da battaglia (cui alle 6:15 si erano aggregati anche gli incrociatori Duca d'Aosta, Duca degli Abruzzi e Garibaldi e la torpediniera Libra, provenienti da Genova), ponendosi in avanguardia rispetto ad essa, ed alle 10:30, in seguito all'avvistamento di ricognitori tedeschi, si unirono ad essa, procedendo a zig zag. Intanto, intorno alle nove del mattino, sulla Pegaso un guasto aveva posto fuori uso l'apparato radio ad onde ultracorte, cosa che provocò poi la perdita del contatto con Orione, Libra ed Ardimentoso. Poco dopo mezzogiorno le torpediniere giunsero nelle acque prospicienti La Maddalena, ma a quel punto la Pegaso ricevette la comunicazione in morse, tramite il semaforo di Capo Testa, che la base stava venendo occupata dai tedeschi: le navi dovettero quindi invertire la rotta insieme al resto della flotta, che diresse a nord dell'Asinara. Alle 15:15 del 9 settembre, tuttavia, la formazione fu attaccata da bombardieri Dornier Do 217 tedeschi: dapprima fu leggermente danneggiata la corazzata Italia (da una bomba caduta vicino allo scafo), poi, alle 15:42, la corazzata Roma fu raggiunta da una bomba-razzo che, perforati tutti i ponti, scoppiò sotto la chiglia provocando gravi danni tra i quali una falla nello scafo, danni alle artiglierie contraeree e un locale macchine fuori uso (con riduzione della velocità a 16 nodi); dieci minuti più tardi la stessa nave fu centrata da una seconda bomba in corrispondenza di un deposito munizioni: devastata da una colossale deflagrazione, la Roma si capovolse ed affondò, spezzandosi in due, in 19 minuti, portando con sé 1393 uomini.
Alle 16:09 Pegaso, Impetuoso ed Orsa furono inviate, insieme ai cacciatorpediniere Mitragliere, Fuciliere e Carabiniere ed all'incrociatore Attilio Regolo, a soccorrere la nave in affondamento; l'Impetuoso recuperò 47 superstiti, Orsa e Pegaso 55, il Regolo 17, i tre cacciatorpediniere trassero in salvo in tutto 503 uomini. Dopo aver vanamente ispezionato la superficie del mare alla ricerca di altri sopravvissuti,
Le tre torpediniere fecero rotta verso nordovest, ma alle 19 furono attaccate da un gruppo di caccia e bombardieri tedeschi, che le mitragliarono e bombardarono: manovrando ad elevata velocità e facendo fuoco con tutto l'armamento contraereo, le tre navi, evitate di strettissima misura parecchie bombe, uscirono quasi indenni dall'attacco alle 20:30. Pegaso e Impetuoso abbatterono con le proprie mitragliere tre o quattro velivoli tedeschi, riducendo il munizionamento antiaereo a meno della metà. Su Pegaso, tra l'altro, erano imbarcati quattro marinai tedeschi addetti al funzionamento di una mitragliera quadrupla, che dovettero fare fuoco contro i propri velivoli. Le colonne d'acqua prodotte dagli ordigni finiti in mare spesso si riversavano a bordo della nave, giungendo ad allagare i locali caldaie attraverso le condotte di aerazione. Nelle ore successive le tre torpediniere, rimaste isolate e senza ordini, cercarono di ricongiungersi alla squadra italiana, senza sapere dove fosse, tentarono infruttuosamente di soccorrere il cacciatorpediniere Vivaldi, poi, all'1:30 del 10 settembre, Pegaso ed Impetuoso diressero per le Baleari, dove già si era diretta l'Orsa, avendo ormai quasi esaurito il carburante. In questo lasso di tempo sia la Pegaso che l'Impetuoso chiesero più volte informazioni via radio a Supermarina ed alle altre unità della squadra, ma non ricevettero alcuna risposta. Alle 7:50 fu avvistato un ricognitore tedesco, ed alle 8:37 venne ricevuto un messaggio di Supermarina che ordinava di dirigere a Bona, ma dato il ritardo della comunicazione, che rendeva incerta la veridicità dell'ordine, la presenza di feriti gravi a bordo ed il fatto di essere ormai giunti nei pressi di Minorca, i comandanti delle due navi presero la decisione di proseguire, ed alle 11:15 diedero fondo nella baia di Pollenza.
Dopo aver sbarcato i feriti, tra mezzanotte e le due di notte dell'11 settembre, in assenza di sicuri ordini di Supermarina o della Squadra decise, d’intesa con il comandante dell'Impetuoso, capitano di fregata Cigala Fulgosi, per l’affondamento delle due unità, che fu attuato nelle prime ore dell'11 settembre, quando le due torpediniere ripartirono per autoaffondarsi: i comandanti delle due navi, d'accordo con gli equipaggi, presero tale decisione per non dover consegnare le navi agli Alleati, ovvia conseguenza del prevedibile internamento alle Baleari, o ai tedeschi. Le torpediniere sostarono in mezzo alla baia dove calarono tutte le imbarcazioni, poi, con a bordo equipaggi ridotti al minimo (17 uomini sul Pegaso e 10-11 sull'Impetuoso), proseguirono sino a portarsi in acque profonde oltre cento metri, sufficienti ad impedire un recupero delle due unità; quindi – tra le cinque e le sei del mattino dell'11 settembre 1943 – venne issata la bandiera di combattimento, distrutti i documenti segreti ed aperti oblò, saracinesche e valvole di presa a mare (un altro provvedimento adottato sulla Pegaso fu di travasare tutto il carburante rimasto nei serbatoi del lato sinistro, in modo da favorire lo sbandamento), dopo di che i comandanti e gli uomini rimasti a bordo presero posto sulle uniche due scialuppe rimaste. Dopo circa un'ora di agonia Pegaso e l'Impetuoso affondarono di poppa, una dopo l'altra: il Pegaso scomparve per primo sotto la superficie, sbandando sulla sinistra, immergendo la poppa ed impennando la prua, che si spezzò all'altezza del cannone prodiero,. L'affondamento avvenne in 56 minuti. La scialuppa del Pegaso venne rimorchiata a riva da un peschereccio spagnolo.
La decisione fu conforme alle leggi dell'onore militare e come tale fu giudicata, in sede di inchiesta, dalle autorità della Regia Marina.
Gli equipaggi delle due navi furono internati per dieci mesi dalle autorità spagnole delle Baleari, venendo obbligati a lavorare con scarso vitto.
Il relitto del Pegaso, già individuato una prima volta da un pescatore di corallo nel 1986, è stato ritrovato ed identificato nel 2001. La nave giace su di un fondale di 95 metri, coricata sul lato di sinistra, orientata per 160°, con la zona prodiera e l'estrema poppa piuttosto danneggiate.

### Cobelligeranza e dopoguerra
Dopo essere stato internato in Spagna venne rimpatriato l'11 luglio 1944, restando disponibile, durante la cobelligeranza a Marina Taranto e poi a Marina Roma fino al mese di giugno 1946, quando lasciò il servizio a domanda.
Promosso capitano di vascello nella riserva nel 1954, è deceduto a Milano il 27 febbraio 1960.

## Ascendenza
|                                   |   |                                            | Genitori                                           |  |  | Nonni |  |  | Bisnonni                                               |  |  | Trisnonni                                    |  |
|                                   |   |                                            |                                                    |  |  |       |  |  | Vincenzo Imperiali di Francavilla, marchese di Latiano |  |  | Giovanni Luca Imperiali, marchese di Latiano |  |
|                                   |   |                                            |                                                    |  |  |       |  |  | Vincenzo Imperiali di Francavilla, marchese di Latiano |  |  | Giovanni Luca Imperiali, marchese di Latiano |  |
|                                   |   | Maria Anna Filliasi                        |                                                    |  |  |       |  |  | Vincenzo Imperiali di Francavilla, marchese di Latiano |  |  |                                              |  |
| Camillo Imperiali di Francavilla  |   |                                            |                                                    |  |  |       |  |  | Vincenzo Imperiali di Francavilla, marchese di Latiano |  |  |                                              |  |
|                                   |   | Irene dell'Abbadessa                       | Filippo dell'Abbadessa, duca                       |  |  |       |  |  |                                                        |  |  |                                              |  |
|                                   |   | Irene dell'Abbadessa                       | Filippo dell'Abbadessa, duca                       |  |  |       |  |  |                                                        |  |  |                                              |  |
|                                   |   | Irene dell'Abbadessa                       | Ippolita Filangieri d'Arianello, duchessa di Torra |  |  |       |  |  |                                                        |  |  |                                              |  |
| Roberto Imperiali di Francavilla  |   | Irene dell'Abbadessa                       |                                                    |  |  |       |  |  |                                                        |  |  |                                              |  |
|                                   |   | Giulio de Majo Durazzo, duca di San Pietro | Nicola de Majo Durazzo, duca di San Pietro         |  |  |       |  |  |                                                        |  |  |                                              |  |
|                                   |   | Giulio de Majo Durazzo, duca di San Pietro | Nicola de Majo Durazzo, duca di San Pietro         |  |  |       |  |  |                                                        |  |  |                                              |  |
|                                   |   | Giulio de Majo Durazzo, duca di San Pietro | …                                                  |  |  |       |  |  |                                                        |  |  |                                              |  |
| Maria de Majo Durazzo             |   | Giulio de Majo Durazzo, duca di San Pietro |                                                    |  |  |       |  |  |                                                        |  |  |                                              |  |
|                                   |   | Maddalena de' Sangro di Fondi              | Giuseppe de' Sangro, III principe di Fondi         |  |  |       |  |  |                                                        |  |  |                                              |  |
|                                   |   | Maddalena de' Sangro di Fondi              | Giuseppe de' Sangro, III principe di Fondi         |  |  |       |  |  |                                                        |  |  |                                              |  |
|                                   |   | Maddalena de' Sangro di Fondi              | Costanza de Marinis                                |  |  |       |  |  |                                                        |  |  |                                              |  |
| Riccardo Imperiali di Francavilla |   | Maddalena de' Sangro di Fondi              |                                                    |  |  |       |  |  |                                                        |  |  |                                              |  |
|                                   | … | …                                          |                                                    |  |  |       |  |  |                                                        |  |  |                                              |  |
|                                   | … | …                                          |                                                    |  |  |       |  |  |                                                        |  |  |                                              |  |
|                                   | … | …                                          |                                                    |  |  |       |  |  |                                                        |  |  |                                              |  |
| Raffaele de Rosa                  | … |                                            |                                                    |  |  |       |  |  |                                                        |  |  |                                              |  |
|                                   |   | …                                          | …                                                  |  |  |       |  |  |                                                        |  |  |                                              |  |
|                                   |   | …                                          | …                                                  |  |  |       |  |  |                                                        |  |  |                                              |  |
|                                   |   | …                                          | …                                                  |  |  |       |  |  |                                                        |  |  |                                              |  |
| Margherita de Rosa                |   | …                                          |                                                    |  |  |       |  |  |                                                        |  |  |                                              |  |
|                                   |   | …                                          | …                                                  |  |  |       |  |  |                                                        |  |  |                                              |  |
|                                   |   | …                                          | …                                                  |  |  |       |  |  |                                                        |  |  |                                              |  |
|                                   |   | …                                          | …                                                  |  |  |       |  |  |                                                        |  |  |                                              |  |
| Clotilde Arlotta                  |   | …                                          |                                                    |  |  |       |  |  |                                                        |  |  |                                              |  |
|                                   |   | …                                          | …                                                  |  |  |       |  |  |                                                        |  |  |                                              |  |
|                                   |   | …                                          | …                                                  |  |  |       |  |  |                                                        |  |  |                                              |  |
|                                   |   | …                                          | …                                                  |  |  |       |  |  |                                                        |  |  |                                              |  |
|                                   |   | …                                          |                                                    |  |  |       |  |  |                                                        |  |  |                                              |  |